# Gótico clásico
El gótico clásico o gótico pleno es una de las cuatro etapas estilísticas de la arquitectura gótica (gótico primitivo, gótico clásico, gótico radiante y gótico flamígero). Supone la confirmación de los elementos constructivos y decorativos de la catedral gótica: arcos apuntados, bóvedas de crucería, arbotantes, alzado en tres niveles, deambulatorio con capillas radiales, transepto marcado, coro alargado, fachada armónica, presencia del rosetón,...

## Orígenes

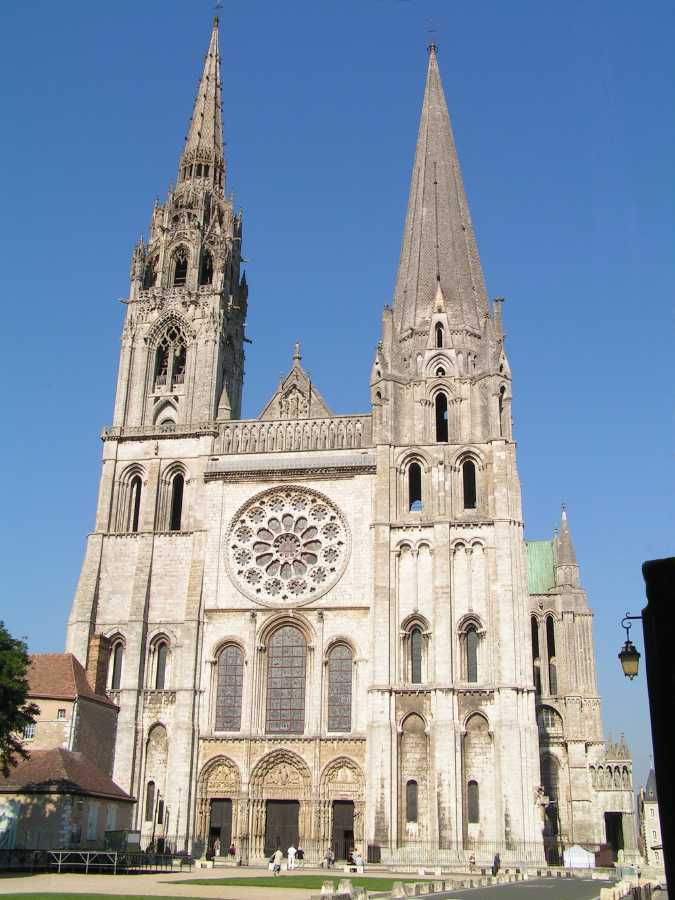
Catedral de Notre Dame de Chartres.

El gótico es un estilo artístico europeo que va desde el año 1140 y hasta las primeras décadas del siglo XVI según el país en que se desarrolló y el gótico clásico «nace» en el año de 1194 con la catedral de Chartres y se entiende que tiene su final hacia el 1210 con la construcción de la Catedral de Reims.[cita requerida]

Se practicó en el campo de la arquitectura religiosa y civil principalmente, aunque también hay gran número de obras en esculturas, pintura mural, vidrieras y manuscritos minados y en otras artes decorativas.
El término gótico fue empleado por los artistas del renacimiento, en sentido despectivo, para referirse al arte de la Edad Media, al que consideraban de calidad inferior y bárbaro (gótico viene de godo) comparado con el arte clásico que se practicaba en la época. El gótico apareció inmediatamente después del periodo románico, a lo largo de la Baja Edad Media, y hoy día se considera uno de los momentos más importantes desde el punto de vista artístico que se ha desarrollado en Europa. En el siglo XIX se produjo una revaloración de este periodo rescatado por los movimientos románticos.

## Características

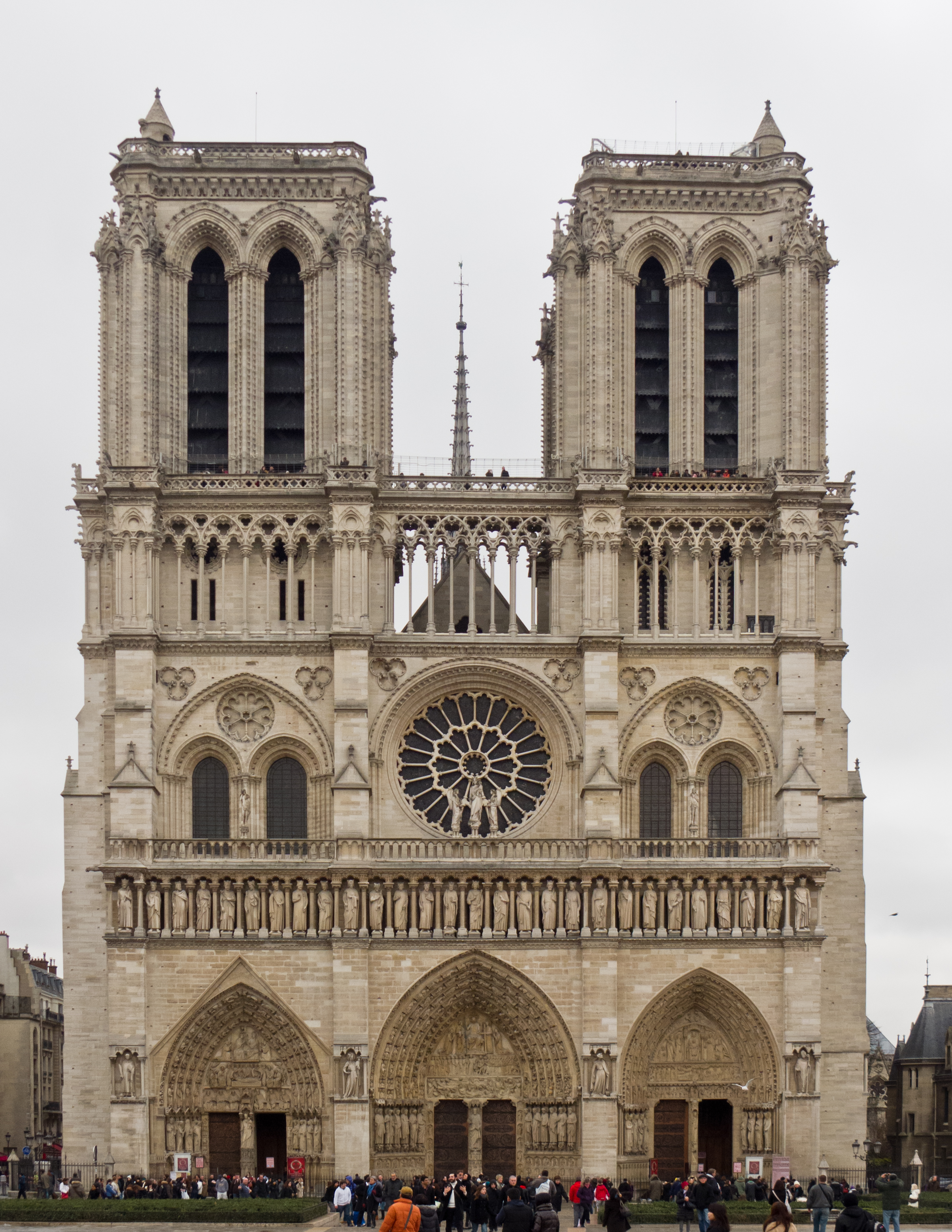
Fachada de Notre-Dame de París

El gótico pleno elimina ciertos aspectos heredados de la arquitectura románica como la tribuna del segundo piso, además de que obtiene mayor altura a través de un piso con grandes ventanales que permite el acceso de luz de manera semi vertical. El arco apuntado, la bóveda de crucería con nervios y los arbotantes ya quedan establecidos en el "primer gótico" o "gótico primitivo" como sistemas constructivos óptimos para alcanzar el objetivo del gótico. Sin embargo, con el gótico clásico se confirma la tipología de tres niveles en alzado (arcadas, triforio y claristorio), eliminando el nivel de la tribuna. Así mismo, las catedrales han de constar, como mínimo, de tres naves longitudinales (una central y dos laterales) que en la cabecera se transforman en un ábside (que cierra la nave central) y en un deambulatorio (uniendo las dos naves laterales). En este espacio semicircular también llamado girola se disponen las capillas radiales. El transepto se remarca alargando en planta el brazo transversal de la cruz latina. El coro se alarga, pues es aquí donde se juntan el obispo y sus prelados (el obispo se sienta en la cátedra, su asiento, y de ahí el nombre de "catedral", es decir, la iglesia que alberga el trono del obispo, y por lo tanto, la iglesia más importante de la diócesis). Otro de los rasgos más decisivos del gótico clásico es la creación de la fachada armónica: un cuerpo central (que corresponde a la nave principal), enmarcado por dos torres (que sirven de campanarios), y que alberga en lo alto una ventana de forma circular: el rosetón.
Los principales ejemplos del gótico clásico son:
- Catedral Nôtre-Dame de Chartres (todo el templo excepto la fachada)
- Catedral de Nôtre-Dame de París (únicamente fachada)
- Catedral de Saint-Gervais et Saint-Protais de Soissons
- Catedral de Saint-Étienne de Bourges (todo el templo excepto la fachada)
- Catedral de Nôtre-Dame de Reims (todo el templo excepto la fachada)

Para poder hacer una comparación con los otros subestilos del gótico, y apreciar las diferencias:
- Primer gótico: catedral de Laon, catedral de Noyon, catedral de París (interior templo).
- Gótico radiante: Sainte Chapelle de París, cabecera de la catedral de Amiens, fachada de la catedral de Reims, catedral de Beauvais, catedral de Colonia, catedral de Metz, nave de la catedral de Estrasburgo, interior de la catedral de Troyes, cabecera de la catedral de Le Mans.
- Gótico flamígero: fachada sur de la catedral de Sens, fachada de la catedral de Alençon, fachada de la catedral de Toul, catedral de Caudebec-en-Caux, fachada sur de la catedral de Amiens.